# Platz der Luftbrücke (stacja metra)
Platz der Luftbrücke – stacja metra w Berlinie na linii U6, na granicy dzielnicy Kreuzberg w okręgu administracyjnym Friedrichshain-Kreuzberg oraz dzielnicy Tempelhof w okręgu administracyjnym Tempelhof-Schöneberg. Stacja została otwarta w 1926 pod nazwą Kreuzberg. W roku 1937 nazwę zmieniono na Flughafen i pod taką nazwą istniała do 1975. Położona jest w pobliżu byłego lotniska Berlin-Tempelhof.

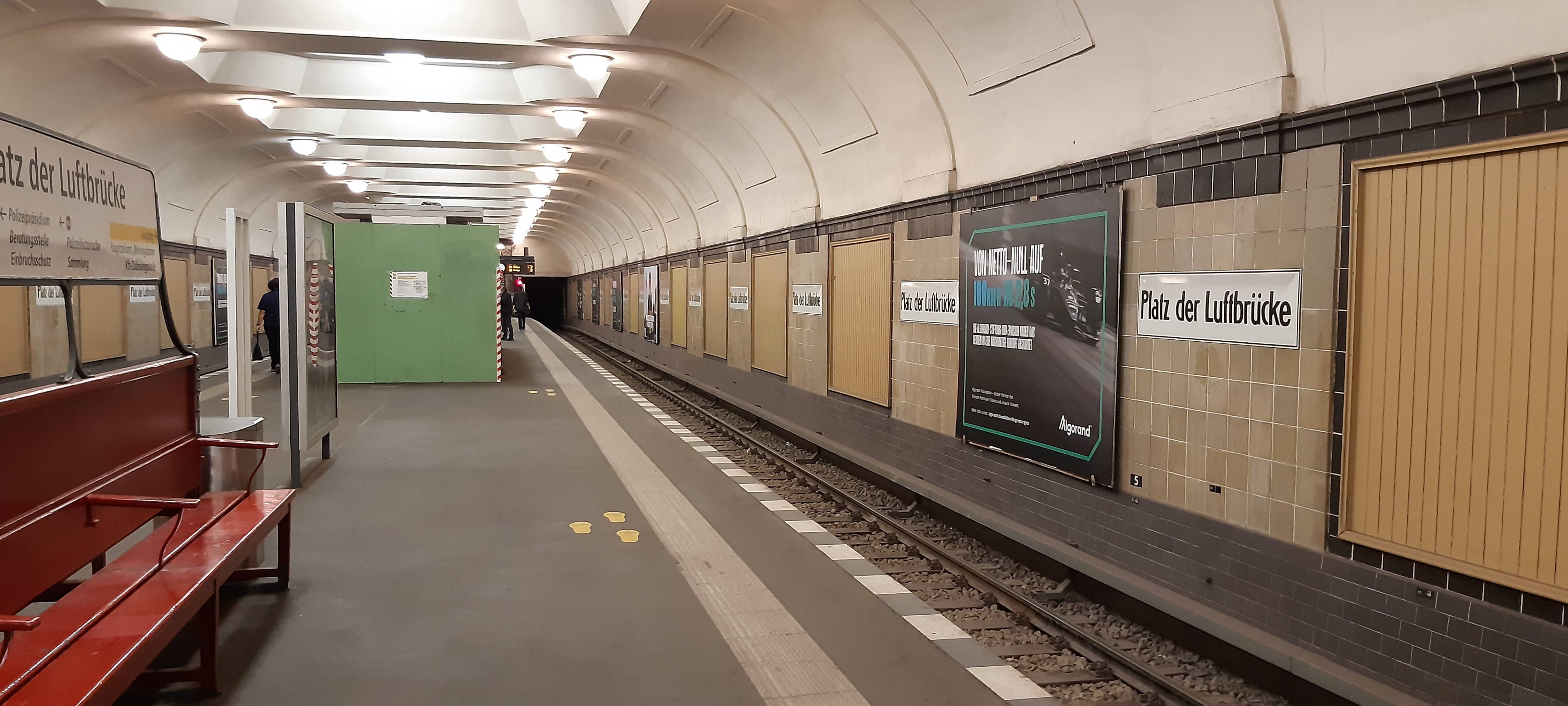
Platforma ze Ścieżką dotykową (2022)